# Вогневе ураження

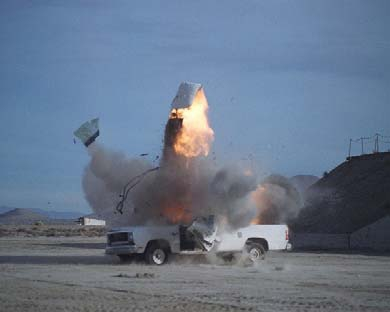
Попадання ракети Spike в автомобіль

Вогневе́ ура́ження — ураження об'єктів (цілей) вогнем різних видів зброї, ударами ракетних військ і авіації із застосуванням боєприпасів в звичайному спорядженні. Вогневе ураження противника здійснюється протягом всього періоду бою (операції). У наступі, перед атакою вогневе ураження противника досягається при проведенні вогневої підготовки. У обороні для вогневого ураження противника створюється система вогню; вогневе ураження угрупування противника, що підготовився до переходу в наступ, може здійснюватися проведенням вогневої контрпідготовки.